# Талнах
Талнáх е район на гр. Норилск, Красноярски край, Русия. Имал е статут на град в периода 1982 – 2005 г.
Разположен е на 25 км северно от центъра на града, в подножието на Путоранското плато, Таймир, Красноярски край. През 2005 г. Талнах се слива с Норилск.
В близост са разположени норилските мини за добив на никел и редки метали. В чест на града е наречен минерала талнахит, който е бил открит тук през 1963 г.